# Holochelus uvarovi
Holochelus uvarovi är en skalbaggsart som beskrevs av Semenov och Medvedev 1936. Holochelus uvarovi ingår i släktet Holochelus och familjen Melolonthidae. Inga underarter finns listade i Catalogue of Life.